# 알렉상드르 졸리앙

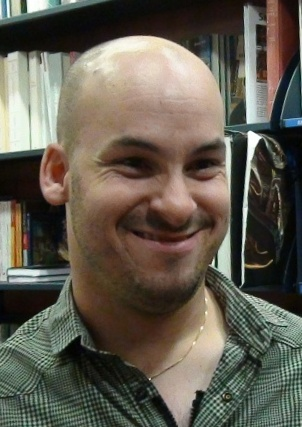

알렉상드르 졸리앙(프랑스어: Alexandre Jollien, 1975년 11월 26일 ~ )은 스위스의 작가이자 철학자이다.
발레주 출생이며, 태어날 당시부터 뇌성마비를 앓았다. 그는 2013년부터 3년간 대한민국에서 생활하였다.
2015년 KBS 사람과 사람들에 출연해서 한국에서의 삶을 보여준 적이 있다. 유튜브 'KBS같이삽시다'에서 출연영상을 다시 볼 수 있다.